# Larus livens
Larus livens е вид птица от семейство Laridae.

## Разпространение
Видът е разпространен в Мексико и САЩ.